# 明咲トウル
明咲 トウル（あさき とうる）は日本のイラストレーター。シリーズ途中のイラスト変更を引き継ぐ仕事が多いという特徴を持つ。

## 作品リスト

### 小説挿絵
- 天を支える者シリーズ（前田珠子著・コバルト文庫）
- 空の呪縛シリーズ（前田珠子著・コバルト文庫）
- 花嫁シリーズ（森崎朝香著・講談社X文庫ホワイトハート）-※「孤峰の花嫁 霞彩包懐」以降
- 勾玉花伝シリーズ（めぐみ和季著・角川ビーンズ文庫）
- 聖鐘の乙女シリーズ（本宮ことは著・一迅社文庫アイリス）
- レプリカ・ガーデンシリーズ（栗原ちひろ著・B's-LOG文庫）
- プリンセスハーツシリーズ（高殿円著・ルルル文庫）-※「恋とお忍びは王族のたしなみの巻」以降
- 鏡の国シリーズ（山本瑤著・コバルト文庫）
- 海が愛したボニー･ブランシェシリーズ（緑川愛彩著、B's-LOG文庫）
- 銀の竜騎士団シリーズ（九月文著、角川ビーンズ文庫）
- 海賊と花嫁シリーズ（桜木はな著、講談社X文庫ホワイトハート）
- ゴシック・ローズシリーズ（小糸なな著、コバルト文庫）
- わたしの嫌いなお兄様（松田志乃ぶ著、コバルト文庫）